# Gudvangen
Gudvangen is een dorp in de gemeente Aurland in de provincie Sogn og Fjordane in Noorwegen. Het ligt bij het Nærøyfjord, een zijarm van de Sognefjord, en is een populaire vakantiebestemming. Dichtbij ligt Stalheim.
Er is een veerverbinding tussen Gudvangen - Kaupanger naar Lærdal. Gudvangen wordt ook aangedaan door cruiseschepen. In Gudvangen bevindt zich het vikingmuseum Viking Valley.

## Externe link

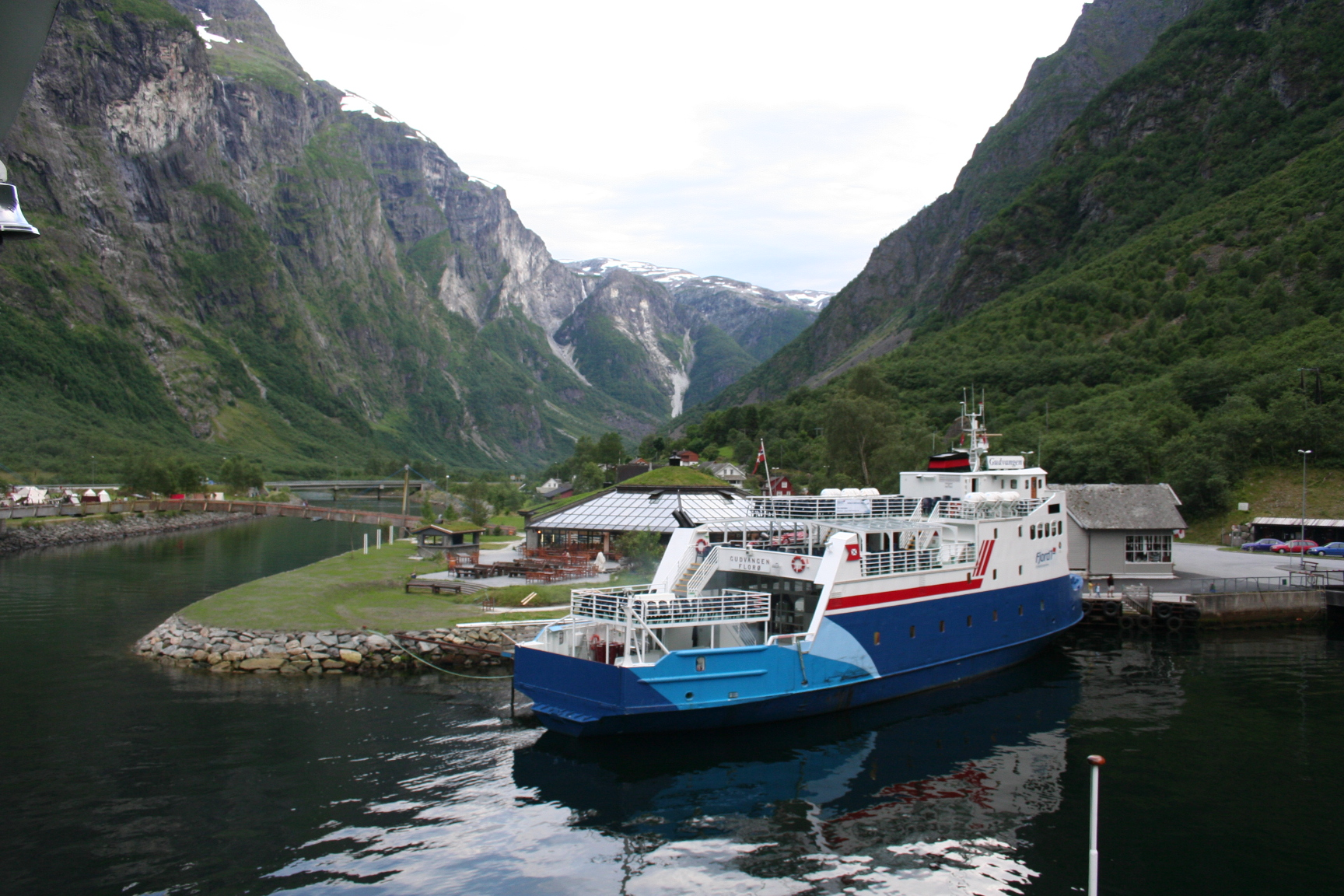
Ferry Gudvangen